# 안성 칠장사 목조지장삼존상과 시왕상 일괄
안성 칠장사 목조지장삼존상과 시왕상 일괄은 대한민국 경기도 안성시 칠장사 사찰에 있는 조선시대의 불상이다. 2009년 6월 24일 대한민국의 경기도 유형문화재 제227호로 지정되었다.
지장보살좌상과 시왕상 등은 제작연대와 제작자 등을 추정할 수 있고 보존상태가 우수하여 조선 후기 불교조각사 연구에 기준작으로 활용할 수 있는 중요한 작품이다. 경기도 유형문화재 제227호로 지정되었다.

## 참고 문헌
- 안성 칠장사 목조지장삼존상과 시왕상 일괄 - 국가유산청 국가유산포털